# 小田急向ヶ丘遊園モノレール線
向ヶ丘遊園モノレール線（むこうがおかゆうえんモノレールせん）は、神奈川県川崎市多摩区の向ヶ丘遊園駅から向ヶ丘遊園正門駅までを結んでいた、小田急電鉄のモノレール路線である。
なお、本項では前身の同じく向ヶ丘遊園の入園客輸送に使用され、豆汽車・豆電車と呼ばれた稲田登戸（→向ヶ丘遊園） - 向ヶ丘遊園（正門）間の鉄道線についても記述する。

## 概要
向ヶ丘遊園正門駅付近を除く全線が神奈川県道・東京都道9号川崎府中線（府中街道）等の道路および遊歩道と並行していた。
運賃は小田急の他路線とは別体系であり、廃止時が片道100円・往復160円と、並行路線バスの片道200円より安く、向ヶ丘遊園への入園者だけではなく付近住民の利用もあった。また、向ヶ丘遊園休園日である水曜日も午後より運行していたが、1999年（平成11年）7月に行われた最後のダイヤ改正から、休園日は終日運休するようになった。

### 路線データ
- 路線距離（営業キロ）：1.1km[2]
- 方式：跨座式（ロッキード式）[2]
- 駅数：2駅
- 複線区間：なし（全線単線）[2]
- 電化方式：直流600V[2]（第三軌条方式）
- 保安装置：ATS装置、出発信号機あり、場内信号機なし、列車無線あり

## 運行形態
向ヶ丘遊園来園者のための交通機関であったため、始発は9時、最終は18時頃であった。1編成が終日往復するのみであり、運転間隔は10 - 15分であったが多客時は8分間隔程度で運行されていた。また車庫は正門駅側にあり、向ヶ丘遊園駅での車両の夜間滞泊は行われていなかった。

## 歴史
1927年（昭和2年）4月1日、神奈川県橘樹郡向丘村の高台に向ヶ丘遊園が開園した。この遊園地は最寄駅の稲田登戸駅（現・向ヶ丘遊園駅）から南に1 km以上も離れていたため、入園客の輸送手段として同年6月14日に稲田登戸 - 向ヶ丘遊園（当時の正式駅名かどうかは不明）間に鉄道路線を開通させた。非電化・単線の路線を走るガソリン機関車や小型客車群は豆汽車（まめきしゃ）と呼ばれて親しまれた。その後戦時中に撤去されるが、1950年（昭和25年）3月25日に復活開通し、この時に製造された小型蓄電池機関車や小型客車群は戦前の豆汽車に代わって豆電車（まめでんしゃ）と呼ばれるようになった。
この豆電車は、周辺道路の拡張工事のために1965年（昭和40年）秋に廃止、代替路線としてモノレールが建設されることとなり、翌1966年（昭和41年）4月23日に向ヶ丘遊園モノレールとして向ヶ丘遊園駅 - 向ヶ丘遊園正門駅間が開業した。この路線は日本ロッキード・モノレールが主導したロッキード式モノレールを世界で初めて採用した路線である。なお、この方式を採用したのは日本のみであり、導入も当路線と姫路市交通局モノレール線（1974年休止、1979年廃止）の2路線のみであった。
車両は、日本ロッキード・モノレールに出資している川崎航空機工業（現・川崎重工業）が同社の岐阜工場敷地内における実験用に試作した車両を購入し、500形となった。
このモノレールは好評で、多くの利用客に恵まれた。向ヶ丘遊園でウルトラマンショーが開催されると車両前後端を覆う巨大なウルトラマンのマスクを取り付けるなどして話題となったが、その後レジャーの多様化などによって斜陽の時代を迎え、乗客は減少していった。
1970年の日本ロッキード・モノレール社の解散後も自社で部品を製作するなどして保守・整備を続けていたものの、2000年（平成12年）2月13日から行われていた定期点検の際に、台車に老朽化による致命的な亀裂が生じていることが判明し、5月12日までとしていた休止期間も無期限に延期された。その後、ロッキード式という希少性ゆえに、安全性確保のための大規模改修工事が技術面・費用面から困難と見込まれることや、向ヶ丘遊園の入園客減少に伴い輸送量も減少していたことから運行再開を断念し、2001年（平成13年）2月1日に正式に廃止され、ロッキード式モノレールは姿を消した。代替輸送は既存の路線バスが担うものとされ、廃止に伴う路線新設等は特に実施されなかった。さよなら運転は行われなかったものの、翌3月に向ヶ丘遊園正門駅でモノレール車両の「さよなら展示会」が行われ、豆汽車からの74年の歴史に幕を閉じた。
そして、入園客が減少し続けた向ヶ丘遊園も翌2002年（平成14年）3月末日限りで閉園し、75年の歴史に幕を閉じた。

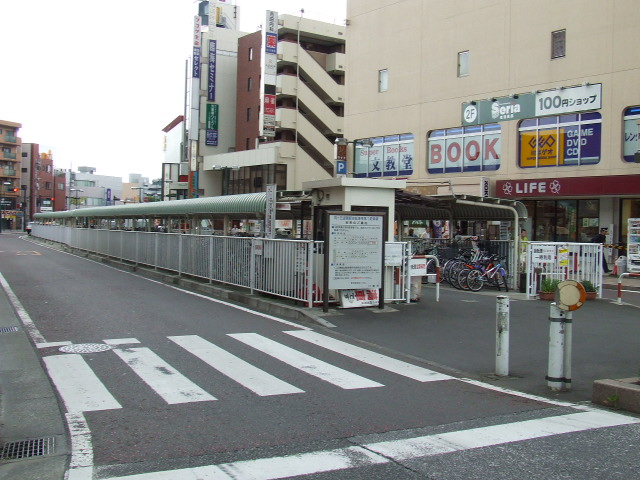
モノレール向ヶ丘遊園駅跡
跡地は自転車置き場になっている
（2007年6月9日撮影）

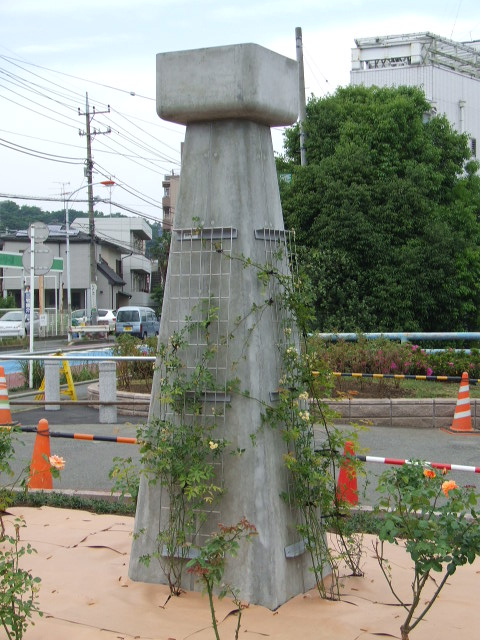
モノレール橋脚モニュメント
（2007年5月13日撮影）

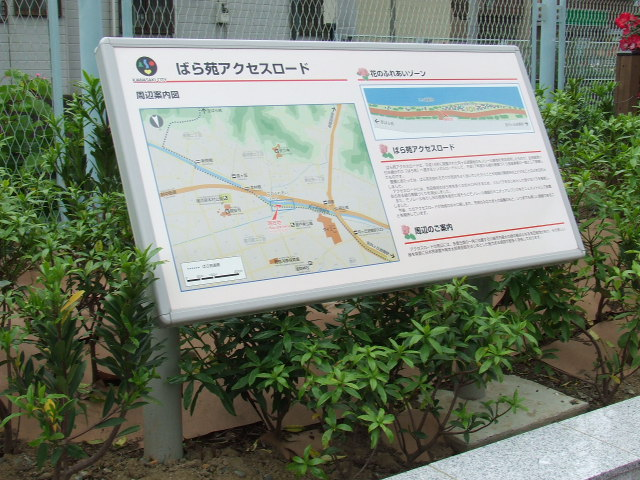
モノレール線跡に設置された
「ばら苑アクセスロード」の看板
（モノレールに関する記述あり）
（2007年5月13日）

### 豆汽車・豆電車
- 1927年（昭和2年）6月14日 - 豆汽車 稲田登戸（現・向ヶ丘遊園） - 向ヶ丘遊園地間開業。
- 1940年代 - 戦局悪化に伴い稲田登戸 - 向ヶ丘遊園地間運転休止。
- 1950年（昭和25年）3月25日- 豆電車 稲田登戸 - 遊園地入口間運転再開。
- 1955年（昭和30年）4月1日 - 稲田登戸駅を向ヶ丘遊園駅に改称（以下元の向ヶ丘遊園駅は向ヶ丘遊園正門駅と記述する）。
- 1965年（昭和40年）秋 - 周辺道路拡張工事に伴い向ヶ丘遊園 - 向ヶ丘遊園正門間廃止[4]。

### ロッキード式モノレール
- 1966年（昭和41年）4月23日 - 向ヶ丘遊園モノレール 向ヶ丘遊園 - 向ヶ丘遊園正門（正式名称）間開業[2]。
- 2000年（平成12年）
  - 2月13日 - 運転休止[3]。
  - 11月30日 - 運輸大臣に路線廃止を届出[5]。
- 2001年（平成13年）
  - 2月1日 - 向ヶ丘遊園 - 向ヶ丘遊園正門間廃止[6][7][8]。
  - 3月24日・25日 - 向ヶ丘遊園正門駅で「さよなら展示会」を実施[9]。

## 駅一覧
- 全線全駅が神奈川県川崎市多摩区に所在。

向ヶ丘遊園駅 - 向ヶ丘遊園正門駅

### 接続路線
- 向ヶ丘遊園駅：小田急小田原線

## 輸送・収支実績
| 年度 | 旅客輸送人員（千人） | 鉄道業営業収入（千円） | 鉄道業営業費（千円） |
| ---- | -------------------- | ---------------------- | -------------------- |
| 1966 | 476                  |                        |                      |
| 1970 | 671                  |                        |                      |
| 1979 | 694                  | 48,658                 | 59,712               |
| 1980 |                      |                        |                      |
| 1981 |                      |                        |                      |
| 1982 | 756                  |                        |                      |
| 1983 |                      |                        |                      |
| 1984 | 733                  |                        |                      |
| 1985 | 700                  |                        |                      |
| 1986 | 802                  |                        |                      |
| 1987 | 710                  |                        |                      |
| 1988 | 666                  |                        |                      |
| 1989 | 697                  | 47,392                 | 125,255              |
| 1990 | 755                  | 51,429                 | 106,277              |
| 1991 | 692                  | 47,566                 | 108,280              |
| 1992 | 670                  | 46,455                 | 102,711              |
| 1993 | 547                  | 38,155                 | 111,376              |
| 1994 | 551                  | 37,040                 | 116,171              |
| 1995 | 486                  | 33,976                 | 109,857              |
| 1996 | 442                  | 30,897                 | 140,057              |
| 1997 | 400                  | 27,665                 | 115,888              |
| 1998 | 363                  | 24,773                 | 116,093              |
| 1999 | 323                  | 22,417                 | 139,081              |

- 私鉄統計年報1966.1970年、民鉄主要統計『年鑑世界の鉄道』1983年『年鑑日本の鉄道』1985年、1987年-2002年

## 廃止後

### 廃線跡
廃止後、モノレールの駅や支柱などはそのまま放置されていたが、2002年（平成14年）から2004年（平成16年）にかけて段階的に撤去された。
廃線跡のうち二ヶ領用水に沿う区間は「五ヶ村堀緑地」や「ばら苑アクセスロード」などの遊歩道として整備され、設置されている案内板には当路線に関する記述も掲載されている。また、橋脚が設置されていた地点には小田急による金属製プレートが地表に設置されている。モノレールが府中街道を跨いでいた本村橋交差点付近には、当時の橋脚を模した小型のモニュメントが設けられている。
向ヶ丘遊園駅跡地は自転車駐輪場に転用され、向ヶ丘遊園正門駅跡地は整地された後、2011年（平成23年）に藤子・F・不二雄ミュージアムが付近に開館した。

### 車両
豆電車時代の蓄電池機関車は、鉄道線廃止後の1967年（昭和42年）に向ヶ丘遊園の遊戯施設「フラワートレイン」に転用され、1982年（昭和57年）の運行終了後に同遊園地内の倉庫に静態保存された。その後2002年（平成14年）4月1日の同遊園地閉園後は鉄道保存団体「けいてつ協會」に引き取られて静態保存されているが、動態保存化の計画もある。
モノレール車両の500形は、さよなら展示会終了後解体され現存しない。